# Super Bowl XIX
Match précédent Match suivant
Le Super Bowl XIX est l'ultime partie de la saison NFL 1984 de football américain (NFL). Le match a eu lieu le 20 janvier 1985 au Stanford Stadium de Stanford, Californie.
Les 49ers de San Francisco ont remporté le deuxième trophée Vince Lombardi de leur histoire en s'imposant 38-16 face aux Miami Dolphins.
Joe Montana a été nommé meilleur joueur du match.
Le QB des Dolphins, Dan Marino, atteint la finale dès sa deuxième année dans la ligue. Malgré sa très grande carrière, il n'atteindra jamais plus le Superbowl.

## Déroulement du match
| Score                  | Q1 | Q2 | Q3 | Q4 | Total |
| Miami Dolphins         | 10 | 6  | 0  | 0  | 16    |
| 49ers de San Francisco | 7  | 21 | 10 | 0  | 38    |